# Ogataea siamensis
Ogataea siamensis är en svampart som ingår i släktet Ogataea och familjen Pichiaceae.   Inga underarter finns listade i Catalogue of Life.